# Critomolgus rigidus
Critomolgus rigidus is een eenoogkreeftjessoort uit de familie van de Rhynchomolgidae. De wetenschappelijke naam van de soort is voor het eerst geldig gepubliceerd in 1961 door Ummerkutty.